# Túnel de Atlântida
O Túnel de Atlântida (em castelhano: Tunnel de la Atlantida) é o mais longo tubo de lava submarino conhecido no mundo, localizado nas Ilhas Canárias , ao longo do Norte da África. O túnel tem 1 500 metros de comprimento formados há 20 000 anos, quanto o vulcão Monte Corona entrou em erupção na Ilha de Lanzarote. A erupção fluiu através da terra e do oceano.